# 가케후 마사유키
가케후 마사유키(일본어: 掛布 雅之, 1955년 5월 9일 ~ )는 일본의 전 프로 야구 선수이자 야구 지도자, 야구 해설가·평론가이다. 니가타현 산조시에서 태어나 지바현 지바시 주오구에서 자랐으며 현역 시절 포지션은 내야수였다.
프로 선수 시절 한신 타이거스를 대표하는 주력 선수로서 활약했고 한신 팬들이나 언론에서는 ‘미스터 타이거스’(ミスタータイガース)라고도 불린다. 현역 은퇴 후 1989년부터는 스포츠 호치 야구 평론가 및 스카이 에이 야구 해설자를 거쳐 2013년 10월 21일부터는 한신의 제너럴 매니저 지휘 육성 및 타격 코디네이터 → 구단 본부 지휘 육성 & 타격 코디네이터(Development Coordinator, 약칭 ‘DC’)로서 한신에 복귀했다. 2015년까지 DC, 2016년부터 2017년까지 한신 2군 감독을 맡으면서 선수들을 지도했다. 2017년 11월 1일부터 구단으로서는 최초로 오너부 시니어 이그제큐티브 어드바이저(Senior Executive Advisor, 약칭 ‘SEA’)로 부임했다.

## 인물

### 어린 시절
어머니의 친정인 니가타현 산조시에서 태어나 1살 무렵부터 아버지의 고향인 지바현 지바시에서 자랐다. ‘가케후’(掛布)라는 희귀 성의 근원은 할아버지의 출신지 아이치현 이누야마시 부근에 있는 것이 아닐까 추측하고 있다. ‘마사유키’(雅之)라는 이름은 아버지가 배우 모리 마사유키의 열혈 팬이었기 때문에 붙여진 이름이다. 아버지는 전쟁 전에 지바 상업학교의 교원으로 근무하면서 야구부 감독으로 고시엔 대회 출전을 바로 눈앞에 둔 시점에서 여러 가지 사정으로 인해 야구와의 연을 끊었다. 전쟁 이후에는 중국에서 돌아와 직업을 바꾼 뒤 고향에서 음식점을 운영했다. 생가가 있었던 장소는 현재 이소마루 수산 지바추오 역전점이 들어서 있다. 아버지는 2006년에 사망했다.

### 아마추어 시절
어린 시절에는 검도를 시작하여 경찰서에서 연습했으나 초등학교 시절 보호구를 사달라고 부모님에게 요청하였지만 거절당해 하는 수 없이 그만뒀다. 아버지가 중학교 야구부 감독으로 복귀하자 아버지의 밑에서 야구를 시작했다. 이때 아버지에 의해 주로 쓰는 팔을 교정받았다는 자료가 많았지만 실제로는 교정한 바 없으며 본인도 오른손으로 던지고 왼손으로 치는 선수가 된 이유는 모르겠다고 밝혔다. 참고로 펜을 잡을 때는 오른손, 젓가락을 잡을 때는 왼손을 사용한다.
나라시노 고등학교 2학년 때 이시이 요시히로 감독의 지휘 하에 4번 타자 겸 유격수로서 1972년 하계 고시엔 지바현 대회(전국 고등학교 야구 선수권 지바 대회)에 예선에서 승리했고 히가시간토 대회 결승에서는 유력한 우승 후보로 거론되던 조시 상업고등학교와 맞대결을 펼쳤다. 이 경기에서 네모토 다카시 투수로부터 선제점이 되는 안타를 날려 2대 0의 승리를 거뒀다. 그러나 고시엔 대회(제54회 전국 고등학교 야구 선수권 대회)에서는 1차전 상대인 도요 대학 부속 히메지 고등학교와의 경기에서 패했다(당시 히메지 고등학교에는 훗날 한신 타이거스에서 팀 동료가 되는 야마카와 다케시가 있었는데 이 경기에서 만루 홈런을 때려냈다). 3학년 때인 1973년 하계 소속 현 예선 준준결승에서 에이스 후루야 히데오가 소속된 기사라즈추오 고등학교에게 연장 11회 접전 끝에 1대 2로 끝내기 패배를 당해 고시엔 진출에는 실패했다. 더욱이 팀 동기로 함께 클린업 타자로 활약했던 아베 신노스케의 아버지이다. 두 살 아래인 오가와 준지(1975년 하계 대회 우승 투수)는 당시 가케후가 죽도 주머니에 방망이를 넣어 매일 자신의 집에 가지고 돌아갔다고 말했다.
그해 가을, 아버지의 지바 상업고등학교의 야구부장 겸 감독이었던 시절 제자였던 오가와 요시하루 당시 야쿠르트 2군 감독에게 입단 부탁을 넣었다가 거절당해 당시 지바 상업고등학교 야구부 감독을 맡았던 시노다 히토시에게 프로 구단의 중개 역할을 부탁했다. 시노다와 친분이 있던 한신의 안도 모토오(그 해를 마지막으로 현역에서 은퇴하고 코치를 맡음)에게 중개를 부탁한 덕분에 당시 가네다 마사야스 감독에게 이야기가 전해지면서 2군 캠프에 대동했다(사실상의 입단 테스트였다고 한다). 그해 드래프트에서 6순위로 지명됐고 계약금 500만 엔, 연봉 84만 엔으로 입단 계약을 맺었다.

### 프로 야구 선수 시절

#### 1970년대
입단 이후 1974년 춘계 스프링 캠프에서 철저한 단련을 받았다. 시범 경기에서의 첫 출전은 난카이 호크스전이었는데 같은 해 노자키 쓰네오(1971년 드래프트 1순위로 난카이에 입단)로부터 대타로서 첫 안타를 기록했다. 시범 경기에 첫 선발로 출전한 것은 3월 21일 다이헤이요 클럽 라이온스전(나루토 구장)에서 중심축인 유격수 후지타 다이라가 결혼식 때문에 경기에서 빠져 7번·유격수 자리에 그 대역으로 들어간 것이었으나 히가시오 오사무를 상대로 4타수 2안타를 기록했다. 그리고 3일 후 긴테쓰 버펄로스전(닛폰 생명 구장)에서는 내야의 중심인 노다 유키토시(이후에는 매니저)가 모친상을 당하여 귀향하는 바람에 또다시 가케후가 8번·3루수로 대신 출전하게 됐는데 이 경기에서 4타수 4안타를 기록하는 맹활약을 펼쳤다. 시범 경기가 끝난 뒤 최종 성적은 18타수 8안타, 2개의 2루타를 때려내는 등의 활약으로 개막 1군에 합류, 고졸 1년 째에 개막전 1군에 정착했으며 같은 해에는 주니어 올스타전에도 출전했다. 고졸 신인으로서 1군에서의 홈런은 3개이며, 구단 기록의 8개(1957년, 나미키 데루오)에는 미치지 못했다.
고교 시절에는 유격수였지만 당시 한신에는 후지타 다이라가 부동의 주전이었기 때문에 3루수를 맡았다. 가케후와 같은 해 드래프트 1순위로 입단한 사노 노리요시도 3루수였기 때문에 포지션 경쟁이 벌어졌다. 1975년에 감독으로 취임한 요시다 요시오는 당초 상대가 우완 투수일 때는 좌타자 가케후, 좌완 투수일 때는 우타자 사노를 기용하는 식으로 나갔으나 가케후가 곧바로 3루수 자리를 굳혔고 사노는 외야수로 옮겨갔다. 가케후가 포지션을 둘러싸고 “라이벌로 느낀 것은 이 때의 사노 밖에 없었다”고 한다. 1980년에 와세다 대학 출신의 거물급 3루수였던 오카다 아키노부가 입단했을 때에도 언론이 “포지션 쟁탈전이 벌어지나?”라고 떠들썩했을 때도 가케후는 이미 팀의 중심 선수로서 여유가 넘쳤고 사노만큼 라이벌 의식은 느끼지 못했다고 한다.
1976년, 오 사다하루를 웃도는 타율 5위에 랭크되며 같은 해 베스트 나인에 선정됐는데 가케후는 “타격 10위권에서 사다하루보다 위에 섰다는 게 큰 자신감을 느꼈다”라고 말했다. 더 나아가 이듬해인 1977년에도 대활약을 펼쳤고, 응원가 ‘GO! GO! 가케후’도 대대적으로 팔리기도 했다. 이러한 인기에 힘입어 응원단은 가케후가 타석에 들어서면 응원가를 연주하게 됐다. 최초의 응원가는 ‘GO! GO! 가케후’의 후렴구였는데 후에 변경됐다.
1979년, ‘미스터 타이거스’로 불리던 다부치 고이치가 이적한 뒤 팀의 주포로서 구단 신기록인 48홈런(그 때까지의 구단 최고 기록은 후지무라 후미오가 기록했던 46홈런이었는데 그 후 1985년에 랜디 바스가 54개로 기록을 경신했으나 일본인 선수로서는 현재까지도 구단 최고 기록)하며 홈런왕 타이틀을 거머쥐었다. 그 해 시즌 종료 후 결혼했다.

#### 1980년대
이듬해 1980년에는 왼쪽 무릎 부상으로 인해 70경기 출전에만 그쳤고 성적도 급격하게 떨어졌다. 그러자 시즌이 끝난 후 스포츠 신문에서는 “가케후를 난카이에 방출하고 여러 명의 투수들과 트레이드”를 비롯해 “트레이드 상대가 가도타 히로미쓰” 등이라는 내용의 특종 기사가 나오기도 했다. 구단측은 즉각 부인했으나 에나쓰 유타카와 다부치 고이치의 방출 소동이 여전히 기억에 생생하던 무렵이라 근거없는 기삿거리라는 해명으로 무마될 내용이 아니었다. 가케후 본인도 큰 충격을 받았으며 이런 얘기가 나돌지 않도록 식이요법과 같은 건강 관리를 조절하는 등 이듬해 1981년부터 1985년까지 5년 연속 전 경기에 출전하는 대기록을 달성하게 됐고 트레이드설도 백지화 됐다.
1982년과 1984년에도 홈런왕을 차지했고 특히 1982년에는 타점왕을 석권하는 등 다부치를 대신하는 새로운 ‘미스터 타이거스’라는 별명으로 최고의 인기를 끌었다(더욱이 당시에는 1979년에 세이부 라이온스로 이적한 다부치가 미스터 타이거스는 아니라고 말했고 가케후가 후지무라 후미오, 무라야마 미노루로 계속되는 3대째의 미스터 타이거스라고 칭했으나 2002년에 다부치가 타격 코치로서 한신에 복귀한 이후에는 다부치를 3대째, 가케후를 4대째라고 부르는 것이 증가하고 있다). 1980년대 전반기에는 부동의 4번 타자였는데 동갑내기이기도 한 에가와 스구루와의 맞대결은 두 사람 모두 전성기였던 1980년대 전반의 일본 프로 야구 최고의 명승부로 꼽힌다. 1984년에 홈런왕을 차지했을 때는 주니치 드래곤스의 우노 마사루와 치열한 타이틀 경쟁을 펼쳤는데 마지막 맞대결 2연전에서 가케후와 우노 두 사람이 모든 타석에서 고의 사구를 당하며 결국 타이틀을 나눠가지게 됐다. 이들과의 승부를 피했던 고의 사구에 대해 센트럴 리그 회장이 두 팀의 감독(안도 모토오와 야마우치 가즈히로)에게 주의를 줬고, 최종적으로는 기자단에게 사과하는 선에서 마무리 됐다.
1985년에는 3번 바스, 4번 가케후, 5번 오카다 아키노부로 이어지는 강력한 클린업 트리오를 형성하여 한신의 리그 우승 및 일본 시리즈 우승에도 큰 기여를 했다. 같은 해 4월 17일 요미우리 자이언츠전에서는 상대 투수 마키하라 히로미로부터 일명 ‘백 스크린 3연발’(가케후는 백 스크린 왼쪽에 들어갔기 때문에 상금을 놓칠 뻔하다가 스폰서의 재량으로 받았다)을 터뜨렸는데 이 경기에서는 바스에 이어 홈런을 때려내 그 해의 상징으로 회자되고 있다. 또, 요시다 감독은 일본 시리즈 우승과 관련한 기자 회견에서 일본 시리즈 정상에 오른 요인을 물었을 때 “안에는 일본을 대표하는 4번(타자)이 있었으니까”라고 대답했다.
1986년 4월 20일 주니치전에서 신인이자 상대 투수인 사이토 마나부가 던진 몸에 맞는 볼에 손목을 맞아 골절돼 연속 경기 출장 기록이 663경기로 중단됐다. 훗날 가케후는 이 부상으로 그 때까지 팽팽하게 조여져 있던 긴장의 끈이 끊어지면서 부상을 변명으로 삼는 ‘나약한 자신’이 자신도 모르는 사이에 튀어나왔다고 토로했다. 5월 중순에 복귀했지만 11일 후 한신 고시엔 구장에서 열린 요미우리전에서 3루 수비를 하던 도중 바운드된 타구에 맞아 오른쪽 어깨를 다쳐 한 달 가까이 결장했다. 게다가 8월 26일에는 골절 때문에 세 번째로 팀 전력에서 이탈했다가 시즌 종료가 임박한 시점에서야 겨우 복귀했다. 이 시즌 후반 이후, 화려한 배팅은 그림자를 감췄다.
1987년 정규 시즌에서는 허리 통증 때문에 성적이 부진했고 팀의 컨디션과 보조를 맞추게 됐다. 약 한 달간 등록이 말소돼 6월에는 프로 입단 이후 처음으로 2군에 내려가는 수모를 겪어야만 했다. 같은 해 시즌 개막을 앞둔 3월 경에 음주운전 혐의로 현행범으로 체포됐는데 당시 구단주였던 구마 슌지로로부터 ‘결함상품’이라는 비판을 받았다.
이듬해 1988년에도 거듭된 신체의 이상으로 예전과 같은 타격력은 되살아나지 못했고 9월 14일에 현역 은퇴를 표명했다. 10월 10일, 한신 고시엔 구장에서의 홈 최종전이 ‘은퇴 경기’가 됐는데 수많은 팬들이 지켜보는 가운데 그라운드를 떠났다. 통산 349홈런은 한신 구단 최다 기록이다.
은퇴 당시에는 아직 젊은 가케후를 안타깝게 여겼던 여러 구단으로부터 제의가 들어왔었다고 훗날 밝혔다. 야쿠르트 스왈로스의 세키네 준조에게서 장래는 한신에 돌아와도 좋다는 조건을 제시했고 야쿠르트의 수석 코치로 있던 안도 모토오가 “환경을 바꾸면 더 뛸 수 있지 않겠느냐”며 가케후에게 이적 의사를 타진했으나 정작 가케후는 정중히 거절하기도 했다(안도와 가케후가 출연했던 2003년 라디오 방송에서의 발언). 우연히도 프로 입단 당시 가케후를 거부했던 야쿠르트의 제안을 이번엔 가케후 쪽이 거절하는 모양새가 됐다. 요코하마 다이요 웨일스의 고바 다케시 감독은 “등번호 31번을 준비해 두었다”라고 권했고, 나가시마 시게오는 “1년 동안 2군에서 차분히 몸을 단련해서 기분을 전환하는 게 어떻겠냐”라는 조언이 있었다는 등 가케후의 처신을 존중한 내용이었지만 다부치가 이전에 트레이드 이적을 앞두고 “다음은 너다. 너도 에나쓰나 나처럼 중간에 세로 줄무늬 유니폼을 벗는 짓은 하지 말아달라”라는 말을 들었던 기억이 떠올라 현역 생활을 계속한다면 한신이어야 한다는 생각에서 결국 고사했다.
은퇴 경기 이후 나카무라 가쓰히로 코치로부터 이런 말을 들었다고 한다.

최근에는 한신의 역대 주력 선수가 이런 은퇴 경기를 가진 적이 없었다. 새로운 한신의 역사를 만들었구나. 경기장의 사람들 모두가 아쉬움에 눈물을 흘렸다. 네가 길을 닦아준 덕분에 앞으로는 한신 선수들이 은퇴하고 나갈 수 있을 것이다.— 나카무라 가쓰히로

### 그 후
은퇴 후 1989년부터 2015년까지 호치 신문 야구 평론가, 1989년부터 2008년까지 닛폰 TV와 요미우리 TV의 야구 해설자, 2009년부터 2012년까지 MBS 라디오의 해설자(2009년에만 게스트 해설, 2010년부터는 전속), 2013년부터 2015년까지는 선 TV와 스카이 에이의 해설자를 맡았다.
2013년까지는 미국 마이너 리그의 임시 코치를 맡은 적은 있지만 감독이나 코치 경험은 단 한 번도 없을 정도의 프로 야구를 본격적으로 지도한 경험은 없었다. 도호쿠 라쿠텐 골든이글스의 발족 당초(2004년 가을)에는 라쿠텐 구단으로부터 초대 감독을 맡아달라는 요청을 받았지만 이를 고사했고, 결과적으로 다오 야스시가 초대 감독으로 취임했다. 이 건에 대해 실제로 가케후는 라쿠텐의 미키타니 히로시 구단주에 의해서 흡사 장난감 취급을 당했다는 사실을 선배인 가토 히로카즈로부터 1년이 지난 10월에야 전해졌다. 가케후 자신은 경영상 수익을 내라는 미키타니의 강력한 요구가 자신이 바라는 감독상과 어긋나서 결국 고사했다고 말했다. 그 외에도 1991년 말 지바 롯데 마린스의 구단주 대행하고도 한 차례 이야기를 나눈 적이 있지만 야구관이 맞지 않았다고 하며(최종적으로는 야기사와 소로쿠가 감독으로 취임). 2009년 말 롯데 감독 물망에 오르기도 했다.

#### 한신 DC 시절

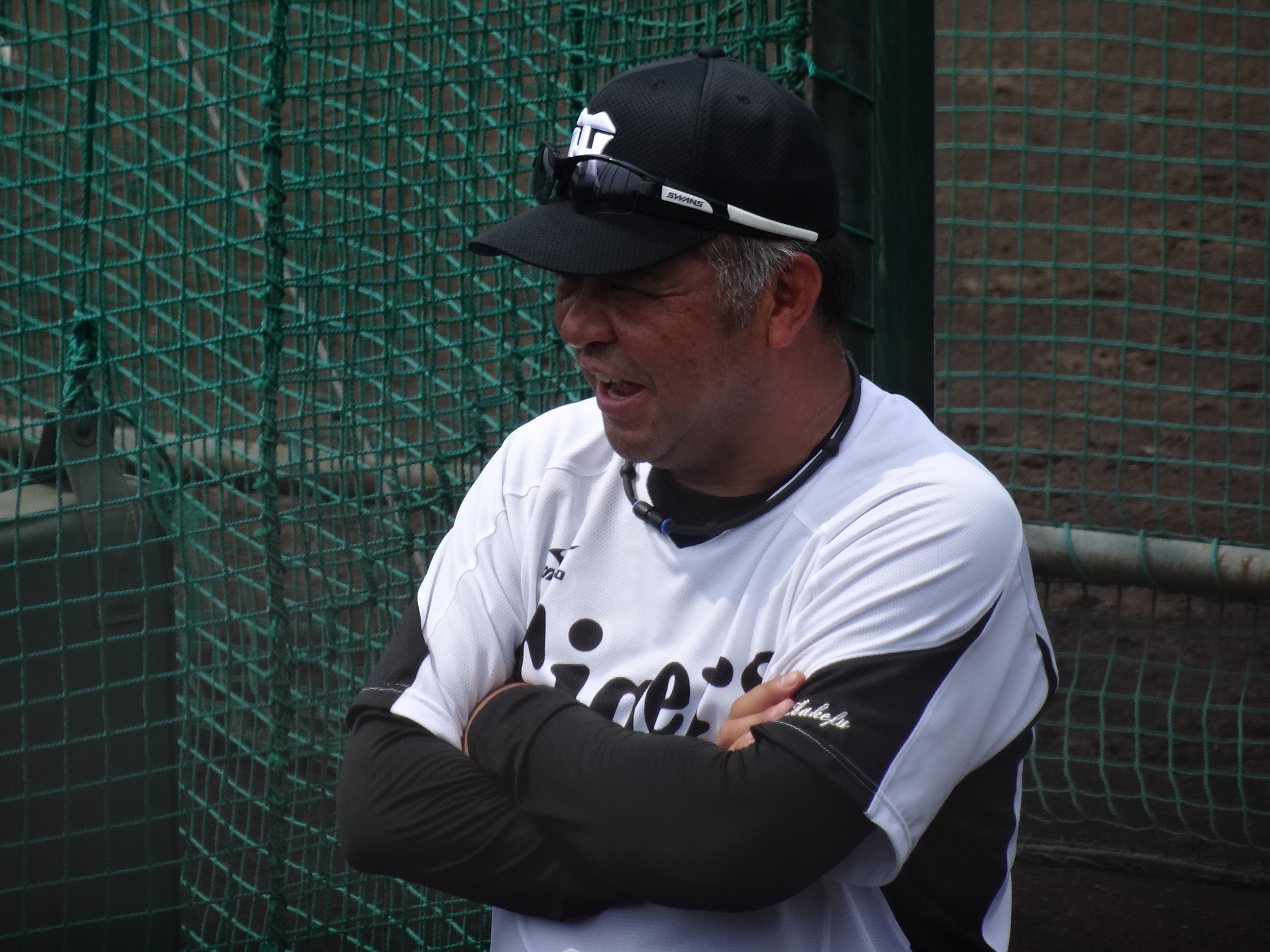
한신 DC 시절(2015년 8월 29일, 한신 나루오하마 구장에서)

2013년 10월 21일, 한신 구단에서 신설 직책인 제너럴 매니저 지휘 육성 및 타격 코디네이터(DC)에 취임한다고 발표했다. 현역 은퇴한 지 25년 만에 한신에 복귀하게 됐고, 동년 11월의 추계 캠프에서 타격과 내야 수비의 지도를 시작했다. 그러나 DC는 비상근 취급이며 등번호 및 벤치에 들어가지 않는 특별직이기 때문에 부임한 이후에도 야구 해설가·평론가로서의 활동도 계속하고 있었다. 또, 계약상 유니폼 중에서 바지를 착용할 수 없었는데 선수를 지도할 때는 구단으로부터 지급받은 점퍼, 트레이닝 웨어, 셔츠를 윗옷에 착용하고 있었다.
더 나아가 현역에서 은퇴할 당시의 코치이기도 했던 나카무라 단장이 2015년 9월 23일에 갑작스럽게 세상을 떠나면서 구단에서는 같은 해 10월 1일 부로 인사 이동 차원에서 당분간 단장직을 폐지했다. 이 폐지를 계기로 직책을 ‘구단 본부 지휘 육성 & 타격 코디네이터’로 변경했다. 하지만 ‘가케후와는 야구관이 맞다’라는 가네모토 도모아키가 그 직후부터 1군 감독에 취임했고 미나미 노부오 구단 사장이 2군 감독직을 맡아달라고 요청했다. 10월 21일에는 DC의 입장에서 교육 리그에 합류해 있던 가케후가 전날(20일)에 이 요청을 받아들였다는 사실이 일부 언론에 보도됐다.

#### 한신 2군 감독 시절
한신 구단은 같은 달인 26일에 가케후를 2군 감독으로서 정식 계약을 맺었고 이튿날인 27일에는 2군 감독을 취임한 것과 동시에 현역 시절에 착용했던 등번호 31번으로 결정했다고 발표했다. 계약 기간은 2년이며, 가케후가 한신의 유니폼을 정식으로 착용한 것은 현역에서 은퇴한 지 27년 만의 일이다. 그리고 한신 선수나 수뇌진이 등번호 31번을 착용한 것은 외야수로 활약했던 린웨이주가 퇴단(2013년)한 이래 2년 만이다.
2군 감독으로 취임한 후에는 치열한 프로 의식을 젊은 선수들에게 심어주면서 선수의 자주성을 중시하는 지도로 팀의 향상에 주력했다. 타격 코디네이터 시절부터 지도했던 이토 하야타, 나카타니 마사히로, 하라구치 후미히토 등을 1군에 승격시켰으며 2016년 춘계 스프링 캠프에서는 신인 외야수 다카야마 슌과 일대일로 마주 대하며 다카야마의 센트럴 리그 신인왕 타이틀을 석권하는 결정적인 역할을 했다. 2017년에는 신인 내야수 오야마 유스케에 대해서 가네모토의 장기적 육성 계획하에 3월부터 영재 교육을 실시했다. 오야마는 그해 7월부터 1군에 합류하면서 8월 종반부터 시즌 종료 때까지 1군 공식전 선발 4번 타자를 맡았다. 한편 우타자였던 야마토의 스위치 히터에 대한 전향과 부상으로 전력에서 이탈한 이토이 요시오, 니시오카 쓰요시의 재활 등 중견·베테랑 선수들에 대한 지원에도 힘을 쏟았다.
2군 감독으로 재임하면서 현역 시절의 이름값의 높이를 배경으로 구단이 주최하는 웨스턴 리그 공식전에서 2군임에도 불구하고 만원으로 표가 매진된 것과 1만 명 대의 관객 동원이 잇따랐다. 2016년 종반 이후에는 현역 선수 시절의 경험으로부터 젊은 선수들에게 맹연습을 요구하는 가네모토와의 사이에서 육성 방침과 웨이트 트레이닝에 대한 인식차가 서서히 드러났다. 한신 구단도 다음 2018년 시즌을 위한 팀 방침의 전환과 2군 수뇌진의 세대 교체를 시야에 두고 가케후를 ‘2군 감독으로서의 역할은 계약 기간 2년 간으로 충분히 이뤄졌다’라고 판단했다. 이 때문인지 2017년 시즌 막판인 9월 8일에는 같은 해 10월 31일 계약 기간 만료를 계기로 2군 감독으로서의 계약을 하지 않겠다고 통보했다. 2018년 시즌부터 구단측은 오너부 어드바이저를 맡아달라고 요청하는 한편 9월 10일에는 2017년 시즌 끝으로 2군 감독에서 물러나기로 했다는 내용을 공식 발표했다. 더 나아가 2군 감독으로서 마지막으로 지휘하는 주최 경기(9월 28일 웨스턴 리그, 대 히로시마 최종전)에서는 사용하는 구장을 한신 나루오하마 구장(관중석 수용 인원 500명)에서 한신 고시엔 구장(2군전에서 개방하는 내야석에 28,465석을 설치)으로 급거 변경됐다. 평일 낮 경기에도 불구하고 7,131명의 관중이 내야석에서 지켜본 이 경기를 감독 재임 중 최다인 16득점에 의한 대승으로 경기를 마쳤다. 또한 경기 후 인터뷰에서 자신의 첫 감독 생활을 “나를 젊어지게 해준 2년이었지만 조금은 짧지 않았는가... 하지만 젊은 선수들이 착실하게 실력을 키웠다. 그런 의미에서 상당히 의미가 있는 2년이었다”라는 표현으로 말했다. 그 후에 선수와 코칭 스태프들이 헹가래를 해주려했지만 감독 재임 중 팀을 웨스턴 리그 우승으로 이끌지 못했던 것을 배경으로 “헹가래는 승자(우승 팀 감독)나 현역에서 은퇴한 선수들이 받는 것이지, 내가 그런 걸 받을 사람이 아니다”라는 이유를 들어 헹가래받는 것을 사양했다.
또한 위에서 말한 최종전 이후 가케후를 곁에서 지원한 후루야 히데오 야수 수석 겸 육성 코치(전 2군 감독), 구보 야스오 투수 수석 코치, 이마오카 마코토 타격 겸 야수 종합 코치가 줄줄이 퇴단했다. 이 시점에서 가케후는 2군 감독 계약 기간을 남겨두고 있는 상황이었지만, 후임 감독이 확정될 때까지 야마다 가쓰히코 2군 배터리 코치가 2군 감독 대행으로서 팀을 지휘했다. 2017년 10월 23일에 구단측은 야마다가 2018년 시즌부터 1군 배터리 코치, 그리고 1군 작전 코치 겸 배터리 코치였던 야노 아키히로가 2군 감독으로 부임했다는 내용을 발표했다.

#### 한신 2군 감독 퇴임 이후
한신 구단은 2017년 10월 27일 ‘오너부 시니어 이그제큐티브 어드바이저’(SEA)라는 직책을 프런트에 신설한 것과 같은 해 11월 1일부로 가케후가 SEA에 취임한다는 사실을 발표했다. 가케후가 (한신을 포함한)프로 야구 구단에서 프런트의 보직으로 발탁된 것은 처음이며, 팀 편성에 관해서 구단주에 대한 조언과 (2·3군을 포함한)타 구단의 시찰 등의 역할을 한다. 2018년부터는 SEA로서의 활동과 병행하면서 선 TV와 스카이 에이, MBS 라디오(게스트로서)의 한신전 중계를 맡아 3년 만에 해설자로서의 활동을 재개했다. 또 닛폰 TV와 요미우리 TV 방송의 한신전 게스트 해설자로서도 10년 만에 복귀하게 됐다.

## 플레이 스타일

### 타격
일찌감치 주전 선수 자리를 꿰찼지만 주전으로 정착한 이후 수년 간은 중거리 타자였다. 그러나 팀의 주포였던 다부치 고이치가 1978년 시즌 종료 후에 트레이드로 이적하면서 장거리 타자가 되는 길을 택했다. 장거리 타자로선 작은 부류에 속한 가케후는 맹연습에 의한 신체 개조와 타법 개량에 힘썼고, 강인한 몸과 장거리 타자로서의 타법을 몸에 익혔는데 타구를 스탠드까지 날릴 수 있게 된 것이다. 팀 동료였던 랜디 바스는 “방망이는 당겨칠 수도 있고, 흘려칠 수도 있었다. 거의 완벽했다. 미일 야구였다고 생각했는데 조지 포스터(전 신시내티 레즈 타자)가 그의 타격을 보고 ‘이 친구는 뭔데 왜 그렇게 공을 날려 보낼 수가 있냐!’라고 들어본 적이 있을 정도였다. 어쨌든 허리의 회전이 뛰어났다. 완력은 없었지만 하반신의 회전으로 때리는 선수로 공을 정확하게도 맞혔다. 오른손 투수도 왼손 투수도 큰 문제 없었다”라고 평가했다. 하지만 이 타법은 몸에 주는 부담도 컸기에 선수 수명을 단축시키는 한 원인이 됐다. 가케후 자신은 “몸집이 크지 않은 내가 홈런을 30개, 40개까지 늘리려고 육체적으로 상당한 무리를 했다”라고 말했다. 홈구장인 한신 고시엔 구장에서 홈런을 양산하기 위해 좌타자로서는 골칫거리같은 존재였던 해변 바람과 씨름을 벌이는 게 아니라 반대로 그 바람을 이용하는 방법을 거듭 연구했고 역방향인 좌측 스탠드에 홈런을 때려내는 독특하고 예술적인 공을 가볍게 밀어치는 타법을 익혔다. 이후 좌측으로 향하는 홈런이 비약적으로 늘어나면서 일본 야구계의 대표적인 홈런 타자 중 한 명이 됐다.
홈런은 ‘노리고 치는 것’이라고 생각했고 ‘실수로 때린 홈런이 안타’라는 이미지를 지녔다. 다만 부상에 의한 컨디션 난조에서 복귀한 1981년에는 ‘4번 타자로서 전 경기 출장’을 목표로 삼았기에 홈런을 의식하지 않는 타격을 관철했다. 그 결과, 전 경기 출전을 달성함과 동시에 타율도 3할 4푼 1리라는 높은 숫자(자신의 최고 타율)를 남겼지만 1981년 시즌 종료 후에 가진 이벤트 때 팬들한테서 “홈런을 좀 더 보고 싶다”(그 해의 홈런은 23개)라는 말을 들은 게 계기가 되어 다시금 홈런을 의식한 타격으로 변경했다고 한다. 가케후는 은퇴 후에 이 1981년이 “제일 자신다웠던 것일지도 모른다”라고 말해 “지금도 내가 홈런 타자라는 생각은 안 한다. (1981년과 같은 배팅을 할 수 있다면)다른 배팅, 다른 가케후가 있었을까하는 생각이 지금도 강하다”라고 말했다.
센트럴 리그 심판부장을 역임한 다나카 도시유키는 저서 《프로 야구 심판이기에 알 수 있는 것》에서 공수의 기술이 양쪽 모두 뛰어나면서 심판에 대한 태도도 좋았던 선수로 가케후를 높이 평가했다. 특히 타격면에서 “가케후의 타구는 방망이에 닿는 순간 극히 일순간이지만 공이 사라졌다”고 증언했다. 이것은 “가케후가 공을 바로 앞까지 끌어들여서 빠른 스윙을 실어 되치는 통에 공이 방망이에 달라붙어 있는 동안 시야에서 사라진 게 아닌가”라고 추측하면서 “투혼 드라마에 나올 법한 기술”이라고 평가했다.
투수의 버릇을 관찰해서 타종을 예측하는 것을 도중부터 그만뒀다. 그 이유는 다이요 소속이던 노무라 오사무와 상대했을 때 “버릇을 간파하고 있다”라고 생각해서 공을 쳤더니 그 공이 몸에 맞는 볼(머리 부분에 맞음)이 되어 버릇을 보고 판단하는 것에 대한 공포심이 생겼기 때문이라고 토로했다.
에가와 스구루는 저서 《에가와류 마운드의 심리학》(고사이도 출판, 2003년)에서 “가케후의 약점은 인코스로 높이 날아가는 공”이라고 지적했고 가케후 자신도 대담에서 ‘인코스에는 약하다’라고 인정했다. 그러나 ‘4번 타자의 강함’을 상대팀 투수에게 과시하고자 인코스로 던져진 공의 컨트롤 미스를 우측 스탠드로 향하는 강력한 홈런으로 연결시키려 했다. 은퇴의 발단이 됐던 1986년의 몸에 맞는 볼도 우측으로 길게 늘이는 홈런을 치기 위해 인코스쪽의 공을 기다리다가 발생했다고 한다.
현재는 손목을 보호할 목적에서 손목밴드를 착용하고 있는 선수가 적지 않지만 이를 가장 먼저 시작한 선수는 가케후였다. 한편 아버지의 가르침도 있고 해서 배팅 글러브를 사용하지 않고 맨손으로 방망이를 쥐는 버릇은 은퇴할 때까지 계속 고수했다. 다만 수비 때는 글러브 아래에 장갑을 착용했기에 타석에 들어설 때는 그 장갑을 뒤쪽 호주머니에 쑤셔넣었다. 그 모습이 마치 원숭이 꼬리와 흡사해서 야쿠 미쓰루가 만화 소재로 삼은 적이 있다. 현역 후반부에는 로컷 타입의 스타킹을 즐겨 신었는데 이것이 ‘가케후 스타일’의 대명사가 됐다.
프로 15년 동안 공식전에서 끝내기 홈런을 때려낸 적은 한 번도 없었고 끝내기 안타도 1개에 그쳤다. 올스타전에는 강해서 1978년에는 3타석 연속 홈런 기록을 남겼으며 또 1981년에도 2차전부터 3차전에 걸쳐 3타석 연속 홈런을 때려냈는데 그중 두 번째 홈런이 공식전에는 기록되지 않은 끝내기 홈런이었다. 현역 마지막 시즌이던 1988년 4월 26일에는 프로 생활에서 유일한 런닝 홈런을 때려냈다.

### 수비
수비에서는 현역 시절에 다이아몬드 글러브상을 6차례나 수상했다. 프로 야구 기록의 조사 및 분석으로 이름이 알려진 우사미 데쓰야는 이에 대해 “그 외에는 딱히 우수한 선수가 없었고, 천부적으로 타고난 감각이 뛰어났다”라고 기술했다. 요시다 요시오는 초임 감독 시절 가케후의 수비를 “약간 어정쩡하긴해도 어깨는 강했다”라고 말하면서 조지 올트먼이나 헐 브리든 등 체격이 좋고 포구 기술이 뛰어난 1루수들을 만난 덕에 가케후의 성장이 촉구됐다고 평가했다.

### 호적수·에가와 스구루
고등학교 시절 연습 경기에서 사쿠신가쿠인 고등학교와 맞대결할 기회가 있었는데 에가와 스구루가 등판하기 전에 가케후는 몸에 맞는 볼로 교체됐기 때문에 직접적으로 맞붙지는 못했다. 만약 이 때 타석에 섰더라면 몸에 맞는 볼의 트라우마가 되어 프로 입단 후에도 공을 못 쳤을지 모른다고 가케후는 말했다. 프로 입단 후 어느 시기까지 에가와는 가케후를 상대로 초구는 반드시 커브를 던졌다. 그러나 가케후는 커브를 그냥 보내고 직구를 기다렸다가 승부했다고 한다. 딱 한 차례에 에가와가 가케후를 고의 사구로 걸러보내며 승부를 피했는데(1982년 9월 4일, 한신 고시엔 구장에서의 경기) 그 공이 비정상적으로 빨랐다고 한다. 가케후와 에가와의 통산 상대 전적은 167타수 48안타로 타율 2할 8푼 7리, 14홈런, 21삼진 33타점이었는데 이 중 홈런 개수는 야마모토 고지와 맞먹는 기록으로 에가와한테서 가장 많은 홈런을 빼앗은 타자였다.
가케후는 에가와에 대해 “직구에 대한 강한 집착을 지닌 공을 느끼게 해준 유일한 투수”라고 평가했다. 또한 이들은 상대방과의 대결이 본인의 컨디션을 가늠하는 ‘바로미터’가 됐다는 사실을 서로 인정했다.

## 에피소드

### 개인
- 술버릇이 나쁘지만 도박과 담배는 전혀 하지 않는 편이다.
- 현역 시절부터 야구계 굴지의 자동차를 아주 좋아하는 일명 ‘애차가’로 알려져 있다. 실제 자동차뿐만 아니라 모형차와 라디콘카도 좋아했고 자신의 커스텀카에 번호표지를 31개나 달았을 정도였다. 현역 시절에는 차 내부를 ‘혼자가 될 수 있는 공간’으로 중요시했고 독신 시절에는 차고에 차를 넣고 잠시 앉았다가 합숙소의 방으로 돌아가곤 했다고 한다.
- 현역 시절에는 미쓰와 타이거가 제조·판매하는 ‘호랑이표’(虎印) 브랜드의 방망이와 글러브를 애용했다. 이 회사의 어드바이저리 스태프로서 일이 있을 때마다 매번 장인에게 섬세한 주문을 하면서도, 야구 용품 회사로서의 기술이나 대응을 높게 평가하고 있었다. 1985년에는 시즌을 앞둔 2월 20일에 미쓰와 타이거가 파산한 후에도 시즌 종료 때까지 ‘호랑이표’ 방망이를 사용했다. 그러한 경험으로 해설자나 한신의 타격 코디네이터로 변신한 이후에도 야구 장비를 제대로 다뤄야 한다고 젊은 선수들에게 요구했다. 참고로 한신의 타격 코디네이터로 부임한 직후에는 ‘호랑이표 부활’이라고 새긴 미쓰와 타이거(파산 후에 새로 설립한 회사)의 기자 발표회에 참석하여 자신의 이름이 씌여진 복각 모델의 제조·판매에 PR 역할을 했다.[55]
- 현역 시절인 1985년부터 채무 처리에 관한 논란(자세한 것은 채무 문제를 참조)이 언론에 보도된 시점인 2009년 무렵까지는 부업을 광범위하게 전개하고 있었다. 그 계기는 미쓰와 타이거의 파산으로 재취업할 곳을 전전하던 전직 사원에 대한 일시적인 조치로서 오사카부 도요나카시의 자신의 자택 근처에 위치한 스포츠 캐주얼 용품점인 ‘스포츠 하우스 필드 31’을 개점한 것에 있다. 하지만 한신 선수로서의 연봉으로는 스태프로서 고용한 전직 사원들 전체의 월급을 모두 마련할 수 없었기 때문에 자택 근처의 통칭 ‘로맨틱 거리’에 개인 사무소 ‘가케후 기획’ 명의로 ‘핫 코너’라는 히로시마풍 오코노미야키 가게도 열었다.[56] 히로시마풍 오코노미야키 가게가 개점한 이유는 프로 데뷔 후 첫 히로시마 원정을 계기로 본고장인 히로시마풍 오코노미야키를 좋아했기 때문이라고 한다.[57] 더욱이 한때는 게이한 전기 철도의 덴마바시 역 부근에서 ‘31 핫 코너’라는 토종닭 가게를 운영했던 것 외에도 ‘가케후 기획’과는 별도로 ‘가케후’라는 프로덕션 회사를 설립했다. ‘스포츠 하우스 필드 31’과 관련해서는 스태프 전원이 진로가 정해진 것을 계기로 폐점했다.[56]
- 해설할 때 선수 이름을 말할 때면 어미에 ‘~군’이라고 경칭을 붙이는 경우가 많지만 무슨 이유에선지 외국인 선수한테는 붙이지 않았다.[58] 단지 한신의 타격 코디네이터로 부임하고 나서는 한신 선수에 관해서 경칭을 붙여가며 부르지 않게 되어 있다. 또 ‘대단히 이렇게’(非常にこう), ‘역시나 이~’(やはりこの〜), ‘~이군요, 예’(〜ですね、ええ)라는 식의 표현을 많이 썼고 말끝은 ‘네에’(ええ), ‘그렇죠’(はい)라고 마무리할 때가 많다.[59] 또 ‘퍼스트’를 독특한 발음으로 ‘호와스토’(ホワスト), ‘호와아-스토’(ホワァースト)라고 말하는 버릇이 있어 가케후의 성대모사를 자주한 것으로 알려진 마쓰무라 구니히로가 이를 즐기며 가케후 특유의 발음을 재현한 바있다.
- 사인 색지에 늘 쓰는 어구는 ‘언제나 동경’이다.

### 인간 관계
프로 2년째인 1975년 6월에 한신 고시엔 구장에서 열린 야쿠르트전에서 1점 뒤진 6회초 2사 만루 상황에서 3루 땅볼을 놓친 것을 시작으로 대량 실점을 내주어 경기에서 패했다. 경기 종료 후 락커룸에도 못 들어가고 문앞에 쭈그리고 앉아 있는데 선발 투수였던 에나쓰 유타카가 지나가다가 “뭐하는 거냐, 이 바보야. 마음에 두지 마라”라고 말해줬다고 한다.
나가시마 시게오를 경애했다고 하였는데 프로 데뷔한 시즌이던 1974년 5월 21일의 요미우리 자이언츠전에서 프로 데뷔 후 첫 안타를 기록했을 때 가케후는 3루를 노렸지만 나가시마한테 터치아웃 당했다. 하지만 ‘동경하던 나가시마’에게서 터치당한 것이 매우 기뻤다고 한다. 나가시마는 가케후의 결혼식 피로연에서 “너한테 요미우리전에서 홈런을 수도 없이 얻어 맞아서 분하게 여기기도 했다. 하지만 너는 지바의 후배다. 분하긴 해도 진심으로 누구보다 큰 박수를 너의 홈런에 보낸다”라고 발언해 가케후도 “‘나가시마 교진’을 쓰러뜨리는 것이 나가시마가 가장 기뻐할 일”라고 생각했다고 한다.
신인 시절에 요미우리를 상대로 안타로 출루했을 때 오 사다하루가 “언제 그런 배팅을 배웠어?”라고 말을 걸어 왔는데 이것을 계기로 “아아, 날 보고 있었구나”라는 자신감이 붙었다고 한다. 사다하루와는 별로 말을 주고받지 않았고 사다하루가 말을 건넸던 것도 그 때뿐이었다. 그 반면에 나가시마 시게오는 3루에서 “너 몇 살이야?” 등 여러 가지를 묻곤 했다고 한다.
나가시마가 평론가로 전향한 이후 극도의 슬럼프에 빠져 있던 가케후는 나가시마에게 전화로 조언을 구한 적이 있다. 그러자 나가시마는 “거기에 방망이 있나? 있으면 휘둘러 봐”라고 말했다. 가케후는 고개를 갸웃거리면서 방망이 휘두르는 소리를 수화기 너머로 나가시마에게 들려 줬다. 그 소리를 들은 나가시마는 “잡념을 떨쳐버리고 무심의 경지에서 휘둘러라!”라고 말했다. 이번에는 마음을 비우고 방망이를 수 차례 휘둘러 그 소리를 들려줬는데 그러자 “그래, 지금의 바로 그 스윙이야. 잊지 말아라!”라고 말하여 전화를 끊었다. 그 후 가케후는 슬럼프에서 벗어났다고 한다.
라이벌인 에가와 스구루와는 현역 시절 올스타전 때 대화를 나눌 정도의 가까운 사이였다. 그러나 은퇴 후에 같이 해설자로 일하게 되면서 사이가 깊어져 지금은 절친한 사이이다.
현역 시절 같은 주력 선수였던 오카다 아키노부와의 사이에 불화설이나 각각의 ‘파벌’이 있다는 식의 기사를 당시 스포츠 신문 등에서 보도되곤 했다. 이에 대해 오카다는 2008년 저서에서 입단 후에 식사를 함께하지 않은 것은 사실이라고 밝혔지만 불화설은 부인하고 있어 그러한 언론의 기사를 ‘같이 다니지 않는다고 = 사이가 안 좋다고 취급을 하는 것은 곤란하다’라고 비판적으로 서술했다. 오카다는 가케후의 은퇴 경기 때 ‘뒤를 맡긴다’라고 말한 것이 “처음으로 각자의 본심을 말한 것일지도 모른다”라고 말했다.
아베 신노스케의 아버지는 가케후의 나라시노 고등학교 시절의 동창생으로 같은 야구부에 소속돼 있었다. 3학년 때 팀의 주장이었던 가케후는 후배에게 엄하게 다스리는 역할을 하는 아베의 아버지에게 ‘억누르고 있었다’라고 훗날 밝혔다. 고교 시절에는 아베의 아버지가 4번 타자였기에 가케후는 3번 타자였다. 지금도 아베의 아버지와는 절친한 사이이며 아베가 어릴 적부터 가케후를 동경한 것은 이 인연에서 유래됐다.
성대모사 전문 배우인 마쓰무라 구니히로가 가케후를 자주 흉내내고 있다. 초기에는 ‘한신보다 하반신이 좋네요’ 또는 ‘낮에는 해설, 밤에는 외설적’ 등과 같은 말장난에 저질스런 발언을 섞은 흉내를 내서 본인은 조금 난처해했지만, 이것을 계기로 친분을 맺었다. 마쓰무라의 말에 의하면 자신의 집에 일반인이 태연하게 찾아오거나 장난전화가 걸려오는 등의 괴롭힘이 끊이지 않던 시절에 가케후 목소리로 전화를 받고나서 처음에는 장난으로 여겼으나 진짜 가케후인 것을 알고 감동했다고 한다. 가케후 자신도 버라이어티 프로그램에 게스트로 출연했을 때 몇몇 탤런트로부터 마쓰무라의 일로 철저하게 파헤침을 당하고 있어서 《언제 봐도 파란만장》에 게스트로 출연했을 당시 하자마 간페이로부터 “야구 중계에서 얼굴이 나오지 않을 때 마쓰무라에게 (추가 야구 해설을)해보면 어떠냐?”라는 말을 들었다.

## 가족
- 현재 부인은 요네다 데쓰야에게서 소개받았다.
- 장남은 오사카가쿠인 대학 고등학교와 오사카 가쿠인 대학을 거쳐 사회인 야구팀인 미쓰비시 중공업 고베에서 2008년까지 활약했다. 프로 야구 선수는 될 수 없었지만 그가 착용했던 등번호도 31번이었다. 오사카 가쿠인 대학시절에도 주장을 맡았던 4학년 때를 제외하면 1학년 때부터 3학년 때까지는 등번호 31번을 착용했다(4학년 때에는 주장의 관례로 1번을 착용했다).

## 채무 문제
2009년에는 자신이 경영하던 가게의 경영난으로 인해 거액의 부채를 지게 됐으며 자택도 2008년 11월에 압류당한 사실이 주간지를 통해서 밝혀졌다. 이런 사정과 관계가 있는지 여부는 정확히 알 수는 없지만 2008년에 오랫동안 담당했던 닛폰 TV와 요미우리 TV의 야구 해설자 계약을 해지당했다. 이 채무로 인해 가케후는 채무보증을 섰던 컨설턴트 회사에서 오사카 지방재판소에 소송을 당했다. 가케후는 “컨설턴트 회사가 실질적으로 경영하고 있었다”라고 주장했으나 받아들여지지 않았고 오사카 지방재판소는 2009년 9월 11일에 가케후측의 패소 판결을 내렸다. 2010년 3월 31일, 오사카 지방재판소는 오사카부 도요나카시에 소재한 가케후의 자택을 경매에 붙인다는 결정을 내렸고 가재도구 13점도 동시에 경매에 붙여졌다. 경매 신청자는 효고현 아마가사키시의 금융기관이었다. 부동산 등기부에 따르면 대상은 연면적 약 600m2의 지상 4층, 지하 1층의 철근 건물과 토지 약 320m2로, 도요나카시가 그해 2월에 차압한 것이었다. 경매 결과 자택은 2011년 6월에 제3자에게 매각됐다.
2011년 7월 27일, 실질적으로 경영하던 가케후 기획이 두 번째 어음 부도를 내면서 은행거래 정지처분을 받았다는 사실이 밝혀졌는데(사실상 도산) 채무총액은 약 4억 엔에 달한다고 한다. 가케후는 그 직전의 올스타전부터 시즌 종료까지 해설자로 전속 계약돼 있던 MBS 라디오의 《MBS 타이거스 라이브》에의 출연을 자숙했고 2012년 시즌 개막 이후에 한 차례 복귀했으나 5월 이후로는 다시 출연하지 않게 됐다.
2013년부터는 스카이 에이의 야구 해설자로 자리를 옮겼고 《선 TV 박스석》(선 TV의 한신전 중계)이나 《세키구치 히로시의 선데이 모닝》(TBS TV)에도 게스트로 출연하는 등 2015년 시즌 종료 후 한신의 2군 감독으로 취임할 때까지 야구 해설자로서의 활동을 계속하고 있었다.

## 상세 정보

### 출신 학교
- 나라시노 시립 나라시노 고등학교

### 선수 경력
- 한신 타이거스(1974년 ~ 1988년)

### 지도자·기타 경력
지도자
- 한신 타이거스 2군 감독(2016년 ~ 2017년)

해설자
- 닛폰 TV·요미우리 TV 야구 해설자(1989년 ~ 2008년)
- MBS 라디오 야구 해설자(2009년 ~ 2015년)
- 스카이 에이 야구 해설자(2013년 ~ 2015년)

### 수상·타이틀 경력

#### 타이틀
- 홈런왕: 3회(1979년, 1982년, 1984년)
- 타점왕: 1회(1982년)
- 최다 출루수: 2회(1981년, 1982년)

#### 수상
- 베스트 나인: 7회(1976년 ~ 1979년, 1981년, 1982년, 1985년)
- 다이아몬드 글러브상: 6회(1978년, 1979년, 1981년 ~ 1983년, 1985년)
- 올스타전 MVP: 3회(1978년 3차전, 1981년 2차전, 1982년 3차전)
- 월간 MVP: 1회(1979년 4월)

### 개인 기록

#### 첫 기록
- 첫 출장: 1974년 4월 7일, 대 다이요 웨일스 2차전(오카야마현 야구장), 9회말에 우에다 지로의 대타로 출장
- 첫 타석: 상동, 9회말에 고타니 다다카쓰로부터 볼넷
- 첫 안타: 1974년 5월 21일, 대 요미우리 자이언츠 6차전(고라쿠엔 구장), 9회초에 고토 가즈아키의 대타로 출장, 다카하시 요시마사로부터
- 첫 선발 출장: 1974년 5월 26일, 대 야쿠르트 스왈로스 8차전(한신 고시엔 구장), 7번·1루수로 선발 출장
- 첫 홈런·첫 타점: 1974년 6월 3일, 대 히로시마 도요 카프 8차전(히로시마 시민 구장), 2회초에 사에키 가즈시로부터 우월 솔로 홈런

#### 기록 달성 경력
- 통산 100홈런: 1979년 4월 21일, 대 요코하마 다이요 웨일스 1차전(한신 고시엔 구장), 7회말에 엔도 가즈히코로부터 좌월 솔로 홈런 ※역대 99번째
- 통산 150홈런: 1980년 6월 14일, 대 히로시마 도요 카프 8차전(히로시마 시민 구장), 7회초에 야마네 가즈오로부터 2점 홈런 ※역대 54번째
- 통산 200홈런: 1982년 7월 18일, 대 히로시마 도요 카프 15차전(한신 고시엔 구장), 5회말에 야마모토 가즈오로부터 2점 홈런 ※역대 37번째
- 통산 1000안타: 1982년 8월 24일, 대 야쿠르트 스왈로스 19차전(한신 고시엔 구장), 7회말에 다치노 마사하루로부터 우월 솔로 홈런 ※역대 125번째
- 통산 1000경기 출장: 1983년 4월 16일, 대 요미우리 자이언츠 2차전(한신 고시엔 구장), 4번·3루수로 선발 출장 ※역대 233번째
- 통산 250홈런: 1984년 4월 12일, 대 요코하마 다이요 웨일스 3차전(한신 고시엔 구장), 4회말에 가도타 후미아키로부터 좌중간 솔로 홈런 ※역대 21번째
- 통산 300홈런: 1985년 6월 23일, 대 요코하마 다이요 웨일스 12차전(요코하마 스타디움), 7회초에 히로세 신타로로부터 우월 솔로 홈런 ※역대 17번째
- 통산 1500안타: 1986년 8월 19일, 대 요코하마 다이요 웨일스 19차전(요코하마 스타디움), 6회초에 엔도 가즈히코로부터 좌월 2루타 ※역대 51번째
- 통산 1500경기 출장: 1987년 7월 18일, 대 주니치 드래곤스 16차전(한신 고시엔 구장), 4번·3루수로 선발 출장 ※역대 85번째
- 통산 1000타점: 1988년 5월 24일, 대 야쿠르트 스왈로스 5차전(메이지 진구 야구장), 2회초에 가지마 겐이치로부터 2점 적시 2루타 ※역대 19번째
- 통산 3000루타: 1988년 6월 18일, 대 요코하마 다이요 웨일스 13차전(한신 고시엔 구장), 7회말에 가케하타 미쓰노리로부터 중전 안타 ※역대 28번째

#### 기타
- 1이닝 2홈런: 1982년 8월 24일, 대 야쿠르트 스왈로스 19차전(한신 고시엔 구장), 7회말에 다치노 마사하루로부터 우월 솔로, 이하라 신이치로로부터 우월 3점 홈런 ※역대 9번째(10번째)
- 4타수 연속 홈런(1978년 8월 31일 ~ 9월 1일) ※일본 타이 기록
- 10타석 연속 볼넷(1984년 10월 3일 ~ 10월 5일) ※센트럴 리그 기록
- 10타수 연속 안타(1981년 8월 5일 ~ 8월 7일)
- 12타석 연속 출루(1981년 8월 5일 ~ 8월 7일)
- 올스타전 출장: 10회(1976년 ~ 1985년)

### 등번호
- 31(1974년 ~ 1988년, 2016년 ~ 2017년)

나가시마 시게오의 3번과 오 사다하루의 1번을 합쳐서 31번으로 정했다는 일화가 있는데 가케후 본인은 구단에서 제시한 비어 있는 등번호 가운데 제일 빠른 번호여서 31번을 택했다고 한다. 쇼가쿠칸 《월간 코로코로 코믹》에 게재된 만화 〈가케후 선수 이야기〉(다가와 야스유키)에는 가케후가 아버지에게 가르침 받은 것으로 여겨지는 ‘남들보다 3배 연습해라. 그래야 비로소 최고가 될 수 있다’라는 교훈과 앞에서 말한 ‘나가시마와 사다하루의 등번호’ 일화를 겸한 감동적인 설명이 실려 있다. 가케후 이전에 그 번호를 달았던 선수는 가케후의 입단 직전인 1973년 시즌 끝으로 퇴단한 외국인 선수 윌리 커클랜드였다. 또한 입단 당시의 선수 명감에는 우에다 지로의 유니폼을 빌려 등번호 ‘16’을 달고 찍은 사진도 있다. 본인은 징크스를 믿는 타입이라 경기 전에 자신의 등번호 31에 빗댄 배스킨라빈스의 아이스크림을 먹었다고 한다.
축구 선수인 오구로 마사시가 2005년에 처음으로 일본 축구 국가대표로 발탁된 때의 등번호가 31이었는데 “가케후 선수와는 같다. 운이 좋겠다”라며 기뻐했다고 한다. 참고로 소속팀인 감바 오사카에서의 등번호는 오카다 아키노부가 착용했던 16번이었다.
1976년 시즌 종료 후 가케후는 구단 수뇌부로부터 “등번호를 ‘3’으로 바꾸지 않겠나”라는 제안을 받았는데 동경하던 나가시마와 같은 등번호였기에 가케후는 고민했지만 “입단할 때 받았던 등번호 ‘31’을 제 얼굴로 키워나가고 싶다”라는 이유로 고사했다.
2010년 5월 5일에 오사카부립 가미가타 연예 자료관(통칭 왓하 가미가타)에서 진행된 야마다 마사토의 토크쇼에 게스트로 출연한 가케후는 “31번을 영구 결번으로 하고 감독으로 복귀했으면 좋겠다”라는 야마다의 발언에 대해 “31번은 그라운드에서 뛰는 선수가 등에 착용하고 살아가는 편이 낫다고 생각한다”라고 대답했다. 빈 등번호였던 한신 DC시절에도 ‘현역 선수가 경쟁을 통해서 31번을 뺏어갔으면 좋겠다’라는 기대를 걸고 있었지만 해당되는 선수가 나타나지 않은 채 한신의 2군 감독으로 취임한 것을 계기로 자신은 27년 만에 이 등번호를 2년 간 착용하게 됐다. 2017년 9월 10일 감독 퇴임 기자회견에서는 “(감독에 취임하기 전까지는 31번을)‘선수가 붙은 등번호’라고 생각했다. 하지만 등번호 31번을 착용하고(2군을 이끌면서) 많은 팬들이 구장 관중석에서(2군의 경기를) 관전해줬다. 그런 의미로 등번호 31번이라는 번호에게도 감사하다”라는 발언을 남겼다. 2군 감독에서 물러난 후 1년 동안 비어있다가 2019년부터는 제프리 마르테가 착용하게 됐다.

### 연도별 타격 성적
| 연 도      | 소 속      | 경 기 | 타 석 | 타 수 | 득 점 | 안 타 | 2 루 타 | 3 루 타 | 홈 런 | 루 타 | 타 점 | 도 루 | 도 루 자 | 희 생 번 | 희 생 플 | 볼 넷 | 고 4 | 사 구 | 삼 진 | 병 살 타 | 타 율 | 출 루 율 | 장 타 율 | O P S |
| ---------- | ---------- | ----- | ----- | ----- | ----- | ----- | ------- | ------- | ----- | ----- | ----- | ----- | -------- | -------- | -------- | ----- | ---- | ----- | ----- | -------- | ----- | -------- | -------- | ----- |
| 1974년     | 한신       | 83    | 194   | 162   | 13    | 33    | 8       | 0       | 3     | 50    | 16    | 1     | 1        | 0        | 2        | 28    | 0    | 2     | 38    | 3        | .204  | .325     | .309     | .633  |
| 1975년     | 한신       | 106   | 344   | 317   | 34    | 78    | 15      | 3       | 11    | 132   | 29    | 0     | 0        | 3        | 0        | 22    | 3    | 2     | 68    | 8        | .246  | .299     | .416     | .716  |
| 1976년     | 한신       | 122   | 469   | 406   | 69    | 132   | 20      | 7       | 27    | 247   | 83    | 5     | 7        | 2        | 3        | 54    | 4    | 4     | 52    | 7        | .325  | .407     | .608     | 1.015 |
| 1977년     | 한신       | 103   | 439   | 381   | 59    | 126   | 18      | 4       | 23    | 221   | 69    | 4     | 4        | 0        | 6        | 50    | 1    | 2     | 58    | 9        | .331  | .405     | .580     | .986  |
| 1978년     | 한신       | 129   | 532   | 465   | 73    | 148   | 17      | 2       | 32    | 265   | 102   | 7     | 5        | 0        | 2        | 63    | 7    | 2     | 86    | 5        | .318  | .400     | .570     | .970  |
| 1979년     | 한신       | 122   | 530   | 468   | 107   | 153   | 20      | 3       | 48    | 323   | 95    | 10    | 4        | 0        | 4        | 58    | 0    | 0     | 61    | 13       | .327  | .398     | .690     | 1.088 |
| 1980년     | 한신       | 70    | 288   | 258   | 27    | 59    | 7       | 0       | 11    | 99    | 37    | 2     | 1        | 0        | 2        | 26    | 1    | 2     | 47    | 9        | .229  | .302     | .384     | .686  |
| 1981년     | 한신       | 130   | 549   | 458   | 84    | 156   | 25      | 1       | 23    | 252   | 86    | 1     | 1        | 0        | 4        | 85    | 18   | 2     | 54    | 8        | .341  | .443     | .550     | .993  |
| 1982년     | 한신       | 130   | 549   | 464   | 79    | 151   | 27      | 0       | 35    | 283   | 95    | 6     | 6        | 0        | 4        | 79    | 16   | 2     | 69    | 11       | .325  | .423     | .610     | 1.033 |
| 1983년     | 한신       | 130   | 560   | 483   | 72    | 143   | 25      | 2       | 33    | 271   | 93    | 6     | 3        | 0        | 3        | 72    | 8    | 2     | 81    | 5        | .296  | .388     | .561     | .949  |
| 1984년     | 한신       | 130   | 549   | 442   | 79    | 119   | 14      | 1       | 37    | 246   | 95    | 3     | 2        | 0        | 3        | 102   | 8    | 2     | 83    | 11       | .269  | .406     | .557     | .963  |
| 1985년     | 한신       | 130   | 579   | 476   | 102   | 143   | 16      | 4       | 40    | 287   | 108   | 3     | 1        | 0        | 6        | 94    | 6    | 3     | 62    | 12       | .300  | .415     | .603     | 1.017 |
| 1986년     | 한신       | 67    | 285   | 254   | 33    | 64    | 11      | 1       | 9     | 104   | 34    | 0     | 2        | 0        | 3        | 25    | 0    | 3     | 40    | 7        | .252  | .323     | .409     | .732  |
| 1987년     | 한신       | 106   | 424   | 387   | 33    | 88    | 14      | 3       | 12    | 144   | 45    | 0     | 1        | 0        | 3        | 33    | 2    | 1     | 61    | 9        | .227  | .288     | .372     | .660  |
| 1988년     | 한신       | 67    | 283   | 252   | 28    | 63    | 13      | 0       | 5     | 91    | 32    | 1     | 0        | 0        | 3        | 28    | 0    | 0     | 37    | 7        | .250  | .322     | .361     | .683  |
| 통산: 15년 | 통산: 15년 | 1625  | 6574  | 5673  | 892   | 1656  | 250     | 31      | 349   | 3015  | 1019  | 49    | 38       | 5        | 48       | 819   | 74   | 29    | 897   | 124      | .292  | .381     | .531     | .913  |

- 굵은 글씨는 시즌 최고 성적.

## 저서
- 《맹호가 포효했다 - 열구비원(猛虎が吼えた―熱球悲願)》(고분샤, 1982년 9월) ISBN 4-77-040503-0
- 《가케후 마사유키의 즐거운 야구〈타격·수비편〉(掛布雅之の楽しい野球〈打撃・守備編〉)》(고미네 쇼텐, 1989년 7월) ISBN 4-33-808501-0
- 《가케후 라이스 - “환대”의 권유(掛布ライス―“おもてなし”のすすめ)》(닛폰 TV 방송망, 2001년 3월) ISBN 4-82-039775-3
- 《요미우리-한신론(巨人 - 阪神論)》(가도카와 쇼텐, 2010년 4월) ISBN 4-04-710234-2※에가와 스구루와의 공저
- 《젊은 호랑이야!(若虎よ!)》(가도카와 쇼텐, 2014년)
- 《4번 타자론(4番打者論)》(다카라지마샤, 2014년)
- 《‘신·미스터 타이거스’를 만드는 방법(「新・ミスタータイガース」の作り方)》(도쿠마 쇼텐, 2014년)

## 같이 보기
- 요하네스 브람스 - 대학 축전 서곡(구장 응원가의 원곡)